# Frances Grundy
Anna Frances Grundy (née en 1942 à Dorking) est une informaticienne britannique et chargée de cours en informatique à l'université de Keele. Elle se spécialise sur les études de genre dans le secteur de l'informatique.

## Biographie

### Formation
Elle étudie les mathématiques et l'économie à l'université de Keele et poursuit ses études avec une thèse de doctorat intitulée : L'Infographie interactive dans la recherche statistique multivariée qu'elle obtient en 1977.

### Carrière
Elle travaille pour l'entreprise English Electric Computers pendant plusieurs années avant de rejoindre en 1980 le centre informatique de l'université de Keele. Elle y enseigne ensuite de 1982 jusqu'à sa retraite en 2004. En 1998, elle mène des recherches en tant que scientifique invitée à l'Institut d'informatique et de société de l'université de Fribourg. Des voyages de conférences et de recherche l'ont conduite en Suède, en Finlande, en Autriche et en Allemagne,.

### Engagement
Elle est active dans le mouvement syndical universitaire. En tant que vice-présidente puis présidente de l'association Women into Computing (fondée en Grande-Bretagne en 1987 ), elle s'investit à la British Computer Society sur le sujet des femmes en informatique,.
Avec son mari John Grundy, elle a publié en 1996 un pamphlet intitulé Women and Computers qui, sur fond de critique féministe de la science, s'intéressait aux causes de la faible proportion de femmes dans le domaine de l'informatique et de l'industrie du logiciel. Nicholas Booth, journaliste spécialisé dans les technologies, dans un compte-rendu pour le quotidien anglais The Times en mars 1996, a qualifié son « analyse importante, celle concernant le rôle des femmes dans l'utilisation de la technologie ». Le livre met en évidence « les inconvénients auxquels elles sont confrontées » lorsqu'elles veulent se lancer dans l'informatique ».
En 1998, elle commente sa motivation pour son engagement en faveur des femmes dans l'informatique : « ll existe de nombreux domaines professionnels dans lesquels pratiquement aucune femme ne travaille, mais rares sont ceux où la proportion d'étudiantes est aussi faible. Paradoxalement, cela – et le fait que l’informatique soit encore un sujet relativement jeune – est aussi une opportunité : explorer pourquoi il en est ainsi et changer les choses avant qu’elles ne restent bloquées. Quant à moi personnellement, j'ai toujours été fascinée par les ordinateurs depuis que j'ai commencé à travailler avec ses nouveaux outils au milieu des années 1960. Mais je n’ai jamais eu l’impression d’avoir vraiment ma place. Maintenant, au lieu de gaspiller mon énergie à lutter contre ce sentiment, j’ai décidé d’en découvrir les raisons ».
Une interview de plus de 49 minutes retraçant sa vie et ses travaux est archivée au International Bomber Command Centre Digital Archive de l'Université de Lincoln.

## Recherche
France Grundy fait de la recherches en informatique à l'Université de Keele en mettant l'accent sur le développement de bases de données et de systèmes. Elle devient de plus en plus interdisciplinaire au fil de ses années. Suite à ses expériences d’enseignante dans un domaine à prédominance masculine, elle se tourne vers les études de genre en informatique. Frances Grundy travaille en particulier sur les relations entre genre et technologie, genre et science et genre et informatique,,.

## Publications
- (en) Interactive Computer Graphics in Multivariate Statistical Research, Keele, Keele University, 1977 (lire en ligne)
- (en) avec British National Conference on Databases (ed.), Proceedings of the Fourth British National Conference on Databases (BNCOD4), University of Keele 10–12 July 1985, Cambridge, Cambridge University Press, 1985 (ISBN 978-0-521-32020-7)
- (en) avec Michael F. Worboys (ed.), Advances in Databases. 11th British National Conference on Databases, BNCOD 11, Keele, UK, July 7–9, 1993. Proceedings : Lecture Notes in Computer Science, vol. 696, Berlin und Heidelberg, Springer, 1993 (ISBN 978-3-540-56921-3, DOI 10.1007/3-540-56921-9)
- (en) avec John Grundy, Women and Computers, Oxford, Intellect Books, 1996 (ISBN 978-1-871516-36-4)
- (en) avec Doris Köhler, Veronika Oechtering, Ulrike Petersen (eds.), Women, Work and Computerization: Spinning a Web from Past to Future, Berlin, Springer, 1997 (ISBN 978-3-540-62610-7)
- (en) avec Jacqueline Achibald, Judy Emms, Janet Payne, Eva Turner (eds.), The Gender Politics of ICT, Middlesex, Middlesex University Press, 2005 (ISBN 978-1-904750-46-8)
- (en) Righting the Wrong. Closing the Gender Gap in Computing, Morrisville, Lulu Publishing, 2020 (ISBN 978-1-716-78065-3)